# Ignatios I (ormiański patriarcha Konstantynopola)
Ignatios I (ur. ?, zm. ?) – w roku 1869 70. ormiański Patriarcha Konstantynopola.